# Yaz-Kultur

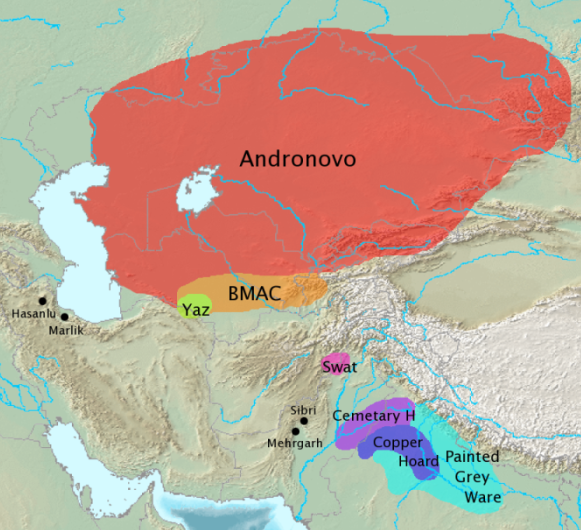
Verbreitungskarte etwa zeitgleicher archäologischer Kulturen. Andronovo-Kultur, BMAC=Oasenkultur, Yaz-Kultur, Swat-Kultur, Cemetery-H-Kultur, Copper Hoard=Kupfer-Hort-Kultur und PGW-Kultur.

Die Yaz-Kultur (ca. 1500–1100 v. Chr.) (auch Jaz) ist eine archäologische Kultur der Eisenzeit auf dem Gebiet des heutigen Turkmenistans. Sie wird als Ausläufer der frühen Ostiranischen Kultur angesehen, die in der Avesta beschrieben wird. Dass bisher keine Bestattungen dieser Kultur gefunden wurden, wird als Beweis für die zoroastrische Praxis der sogenannten Himmelsbestattung angesehen.
Die Yaz-Kultur wird in drei Stufen unterteilt. Die Stufe Yaz I datiert in die zweite Hälfte des 2. Jahrtausends v. Chr. und zum Teil in das frühe 1. Jahrtausend v. Chr. Die genaue chronologische Einordnung ist aber unsicher. Auffallend ist ein scheinbarer Rückgang kultureller Errungenschaften im Vergleich zur vorherigen Oasenkultur. Typisch ist handgemachte Keramik, Handel in weit entfernte Gebiete ist kaum belegt, es finden sich vor allem kleine Siedlungen und keine stadtähnlichen Anlagen. Es gibt keine monumentale Architektur.
Yaz II datiert von etwa 650 bis 500 v. Chr. und Yaz III bis um 350 v. Chr. In Yaz-II wird auf der Töpferscheibe gefertigte Keramik wieder zur Regel. Es gibt Belege für monumentale Architektur, wie Zitadellen und Tempel. Siegel belegen Formen von Verwaltung. Die Keramik der Yaz-II- und Yaz-III-Stufen sind stark von achämenidischen Formen beeinflusst. Die Kultur scheint vor allem in der Yaz-II-Periode ihre Blütezeit gehabt zu haben. Viele Siedlungen haben mächtige Zitadellen. In der Folgezeit ist ein Bevölkerungsrückgang zu beobachten, was vielleicht mit der Änderung von Flussläufen in Verbindung steht.